# Alliance (Kirghizistan)
Pour les articles homonymes, voir Alliance.
Alliance (en kirghize : Альянс) est un parti politique du Kirghizistan issue de la fusion de Bir Bol avec le parti social-libéral et Spravedlivy Kyrgyzstan.
Cette formation est dirigée à la fois par Mirlan Jeenchoroyev, ancien président de Respoublika, et Janar Akaïev, journaliste de Radio Free Europe/Radio Liberty et ancien député, mais c'est Jeenchoroyev qui est en tête de liste pour le parti lors des élections. La parti se pose en opposition au gouvernement sortant dont il accuse de manipuler les élections
Le parti arrive en quatrième position lors des élections législatives de 2021 en remportant 7 sièges.

## Résultats électoraux

### Élections législatives
| Année | Voix    | %    | Élus   | Rang |
| ----- | ------- | ---- | ------ | ---- |
| 2021  | 107 859 | 8,34 | 7 / 90 | 4e   |